# 王再兴 (1914年)
王再兴（1914年—1965年），陕西省米脂县人，中国人民解放军将领、中国人民解放军开国少将。
曾任中国人民解放军甘肃军区副政委。1955年，授予中国人民解放军少将。
1965年5月20日在北京病逝。